# Sambal Band
Sambal band je pražská rocková skupina působící v Podolí.
Frontmankou kapely je indonéská zpěvačka Widya Fahmaani Sýkorová. Na kytary hrají Jan Vydra a Ondřej Šrámek, na baskytaru hraje Pavel Sýkora a bubnuje Tomáš F. Petrů.
Název hudební skupiny je odvozený od pokrmu sambal, což je pálivá kořenící pasta původem z Indonésie.